# 月明かりの道
「月明かりの道」（つきあかりのみち、The Moonlit Road）は、アンブローズ・ビアスの短編小説。1907年に雑誌『コスモポリタン』に発表された。

## 内容
息子のジョエル・ヘットマン・ジュニアと妻のジュリアと夫のジョエルの三人の視点から描かれる短編小説で、夫、息子、妻の三人の視点や霊媒師など芥川龍之介にインスパイアを与え、「藪の中」のモデルの一つになったとされる。また、月明かりの道も藪の中と同様にも結末や真実はぼかされている。。また芥川は日本でアンブローズ・ビアスを紹介している。。

## あらすじ
ジョエル・ヘットマン・ジュニアは大学生の時に母を強盗に殺された。その数カ月後、息子と父は母の亡霊に再会する
息子のジョエル・ヘットマン・ジュニア
父から母が強盗に殺害された話を聞く。数カ月後、月明かりの日、母の亡霊を父と一緒に見る。父は母の亡霊を見て錯乱し、失踪する。
夫のキャスパー
夫はキャスパーと名前も変えて、記憶を定かではなくなった。妻の不貞を疑い、深夜になると家に侵入する。その時裏戸から出てくる男が居て、浮気相手と思った。そのまま家に入り、嫉妬に狂って妻を絞殺した。数カ月後、月明かりに妻の亡霊を見て、自分を恨んでると錯乱した。
霊媒師を通して語られたジュリア
夜、悪魔が家に入った。悪魔に恐怖したジュリアは部屋に隠れたが、そのまま殺された。だが、顔を見ることもできず犯人は分からなかった。亡霊となって家も留まるジュリアは月明かりの日、夫と息子に再会するが、夫は絶望の表情をする。ジュリアはこの場所で二人が影の国に来るまで待ち続ける。